# Amenia sexpunctata
Amenia sexpunctata är en tvåvingeart som beskrevs av Malloch 1933. Amenia sexpunctata ingår i släktet Amenia och familjen spyflugor. Inga underarter finns listade i Catalogue of Life.